# Медицина в Донецьку
Медична допомога населенню Донецька організована в 52 лікувально-профілактичних установах міського підпорядкування. З них 22 багатопрофільні лікарні, 5 дитячих лікарень, 6 диспансерів (2 дермато-венеричних, протитуберкульозний, онкодиспансер, психоневрологічний, наркологічний), 8 стоматологічних поліклінік, станція швидкої медичної допомоги, центр профілактики, Центр здоров'я, Будинок дитини, 4 дитячі санаторії тощо.
Дев'ять лікувально-профілактичних установ мають статус клінічних, у яких розгорнуті кафедри Донецького медичного університету. Планова потужність поліклінічних відділень міських лікарень становить 137 78 відвідувань за зміну. Ліжковий фонд міських лікарень нараховує 7248 ліжок з 42 профілями. Амбулаторний прийом ведуть лікарі за 70 спеціальностями. У лікувально-профілактичних установах міста працюють 4104 лікаря, 7474 середніх медичних працівників.

## Обласні лікарні і центри

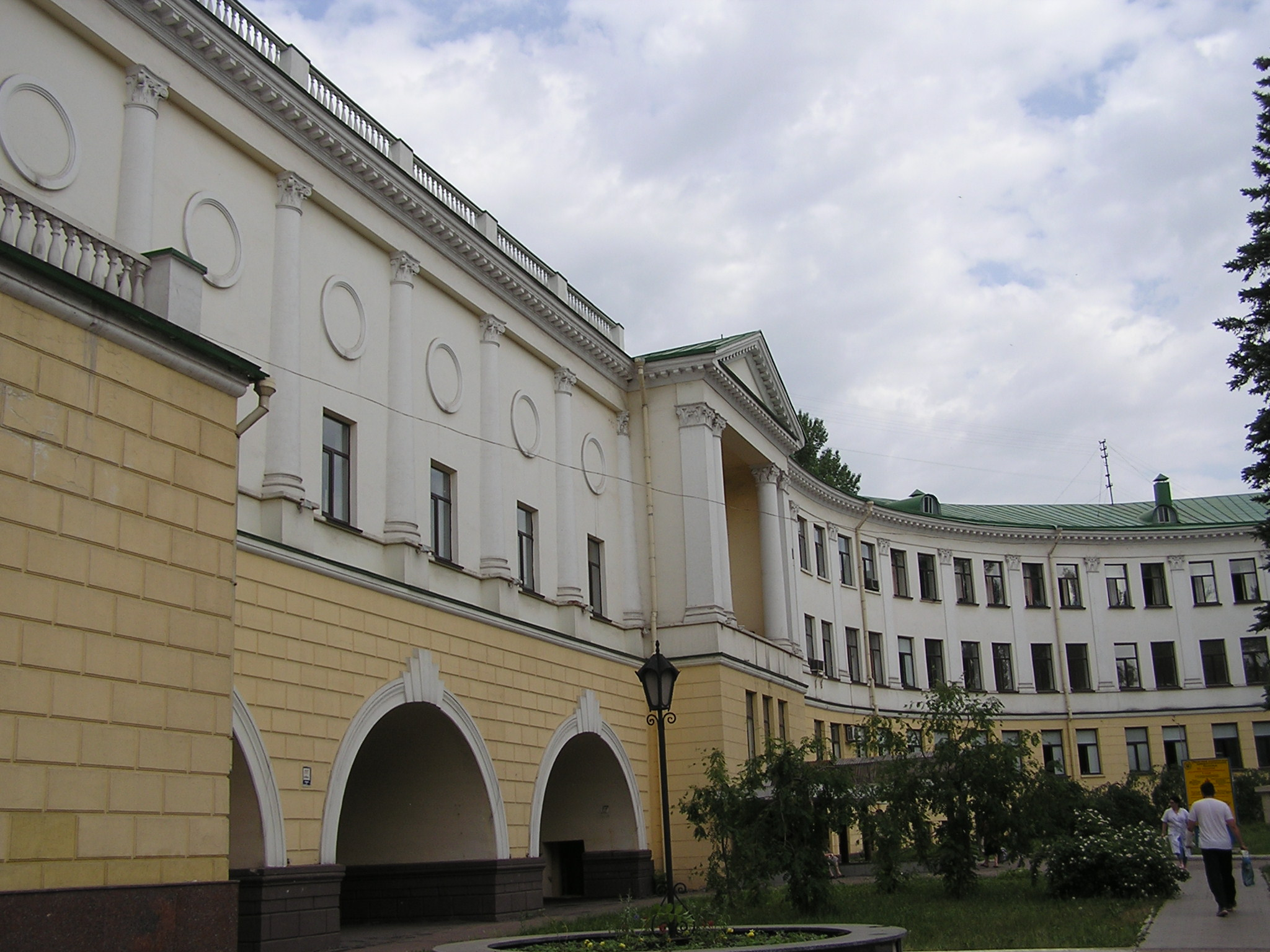
Донецький науково-дослідний інститут травматології та ортопедії імені М. Горького…

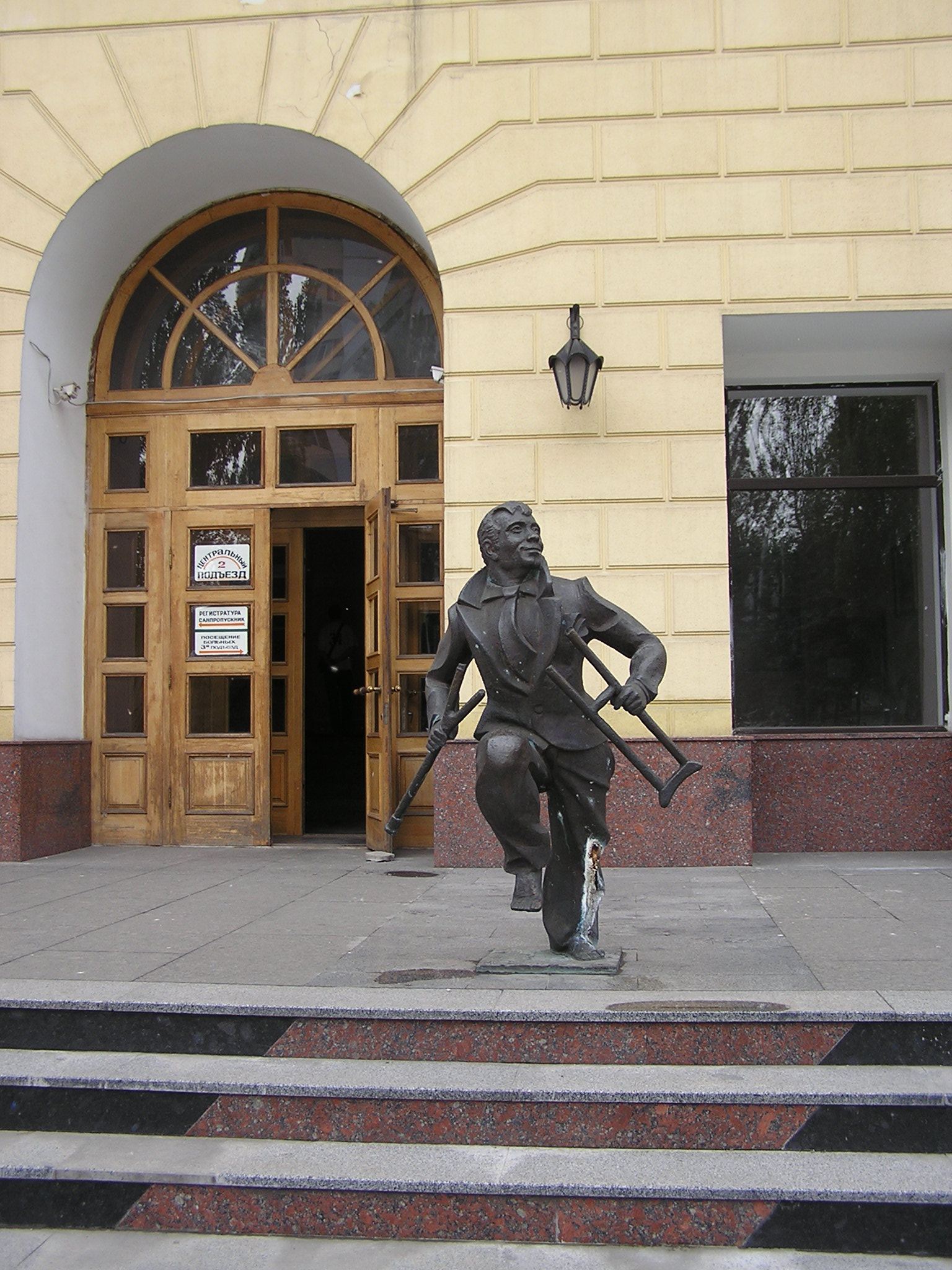
… та Пам'ятник зціленому хворому на сходах інституту

- Донецька обласна клінічна лікарня імені М. І. Калініна (ДОКТМО — Донецьке обласне клінічне територіальне медичне об'єднання) (Калінінський район)
- Інститут невідкладної і відновної хірургії імені Г. К. Гусака (ІНВХ), або ОЦКЛ — Обласна центральна клінічна лікарня (Ленінський район)
- Донецький науково-дослідний інститут травматології та ортопедії імені М. Горького (Київський район)
- Донецька обласна дитяча клінічна лікарня (Калінінський район)
- Донецька обласна психоневрологічна лікарня («Перемога») (Куйбишевський район)
- Донецький обласний протипухлинний центр (Будьонівський район)
- Донецька обласна лікарня професійних захворювань (Калінінський район)
- Дорожня клінічна лікарня на станції Донецьк (Київський район).

## Міські лікарні
- Будьонівський район: № 2 («Енергетик»), № 16;
- Ворошиловський район: № 1 («Вишневського»), № 4 («Студентська»), № 5;
- Калінінський район: № 3, № 8 («Лікарня профоглядів»);
- Київський район: № 18, № 20;
- Кіровський район: № 24 («Семашко»), № 25 («Абакумова»), № 26, № 27 («Текстильник»);
- Куйбишевський район: № 17, № 18, № 19, № 21, № 23;
- Ленінський район: № 6 («Шлаколікарня»), № 7;
- Петровський район: № 14, № 15 («Відновлюючого лікування»);
- Пролетарський район: № 9, № 11, № 12 (в Моспине).

## Дитячі міські лікарні
Дитяча обласна лікарня — Калінінський район; № 1 — Київський район (район шахти «Засядько»), № 2 — Куйбишевський район (район заводу «Топаз»), № 3 — Кіровський район; * № 4 — Петровський район; * № 5 — Будьонівський район.

## Пологові будинки
Донецький регіональний центр охорони материнства і дитинства — Ворошиловський район; пологове відділення ДОКТМО — Калінінський район.
МЛ (міська лікарня) № 3 — Калінінський район, МЛ № 6 — Ленінський район («Шлаколікарня»), МЛ № 9 — Пролетарський район, МЛ № 14 — Петровський район, МЛ № 17 — Куйбишевський район, МЛ № 24 — Кіровський район («Семашко»).

## Диспансери
- Будьонівський район: Шкірно-венерологічний, Психоневрологічний, Міський вертебро-неврологічний;
- Ворошиловський район: Протитуберкульозний № 1;
- Калінінський район: Міський шкірно-венерологічний, Міський наркологічний, Обласний кардіологічний (ДОКТМО), Обласний протитуберкульозний;
- Київський район: —
- Кіровський район: —
- Куйбишевський район: Обласний шкірно-венерологічний, Міський протитуберкульозний;
- Ленінський район: Обласний наркологічний, Психоневрологічна лікарня № 2;
- Петровський район: Психоневрологічна лікарня № 1;
- Пролетарський район: Протитуберкульозний № 2 («Чулковка»).